# Královská akademie výtvarných umění v Antverpách

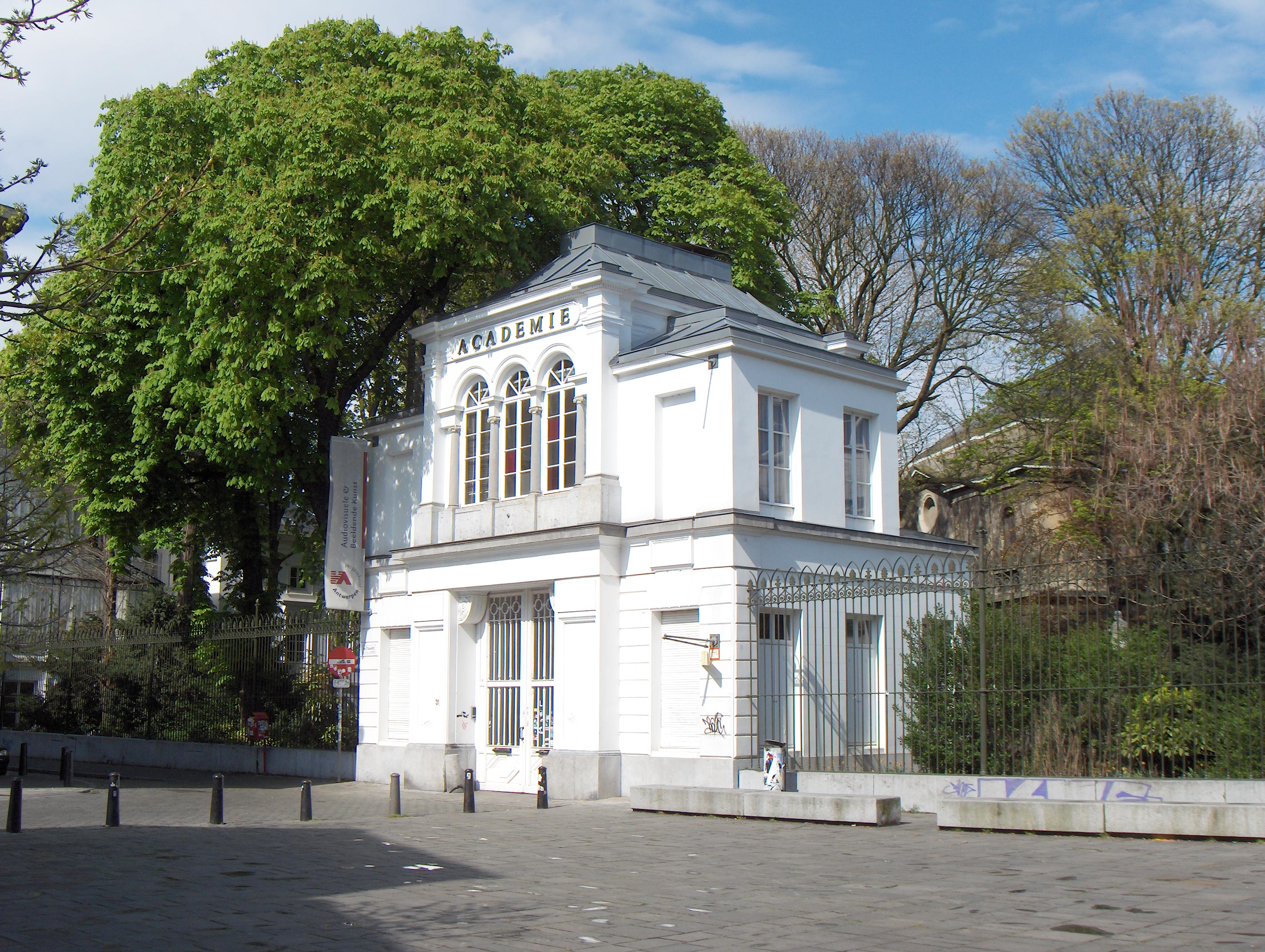
Antwerpská akademie, Novoklasicistní vstupní brána (1841-1843), architekt: Pierre Bourla

Královská akademie výtvarných umění v Antverpách je umělecká akademie v Antverpách v Belgii. Je jedna z nejstarších v Evropě. Byla založena v roce 1663 Davidem Tenierem mladším, malířem rakouského arcivévody Leopolda Wilhelma (1614 – 1662) a donem Juanem de Austria.

## 19. století
Teniers byl mistrem Cechu svatého Lukáše, jehož členy byli umělci a také někteří řemeslníci. Požádal krále Filipa IV. španělského, pod jehož vládu v té době Antwerpy spadaly, o založení Akademie výtvarných umění v Antverpách. Královská akademie se stala mezinárodně uznávaným institutem pro výtvarné umění, architekturu a design. Od devatenáctého století přitahuje akademie mladé umělce ze zahraničí. Irský, německý, nizozemský, polský umělec, který hledal solidní klasický výcvik, cestoval do Antverp. Pod vedením Gustava Wapperse (1803–1874) Hendrik Conscience (1812–1883) akademie prošla velkou změnou. Významná umělecká sbírka akademie byla vystavena ve vlastním prostoru galerie. V roce 1880 se na Antverpskou akademii zapsal slibný mladý umělec Henry Van de Velde. Byl jedním z průkopníků architektury a designu 20. století. V letech 1885 a 1886 strávil krátkou dobu v Antverpské akademii před svým odjezdem do Francie také Vincent van Gogh. V roce 1885 se král Leopold II. (1835–1909 ) inspiroval pařížským Ecole des Beaux-Arts a založil v Antwerpách školu výtvarných umění National Higher Institute for Fine Arts Antwerp (Nationaal Hoger Instituut voor Schone Kunsten).

## 20. a 21. století
V roce 1946 se fakulta architektury stala nezávislým ústavem The National Higher Institute of Architecture. Dalším klíčovým momentem v historii akademie se stal rok 1963. Začal jedinečný nový kurz "Fashion Design". Tento kurz byl úspěšný od počátku, ale na počátku osmdesátých let se stal světovou špičkou. "Antverpy Six" s Dirk Bikkembergs, Walter Van Beirendonck, Marina Yee, Dries Van Noten, Dirk Van Saene a Ann Demeulemeester byly v médiích žhavými tématy. Stylově extrémně rozmanití měli tito mladí umělci obrovský dopad na současnou módní scénu. Módní program lákal stále více talentů z celého světa. V roce 1995 Antverpská akademie a Institut Henryho Van de Velde byly zařazeny jako fakulty do University College of Antwerp (Hogeschool Antwerpen).

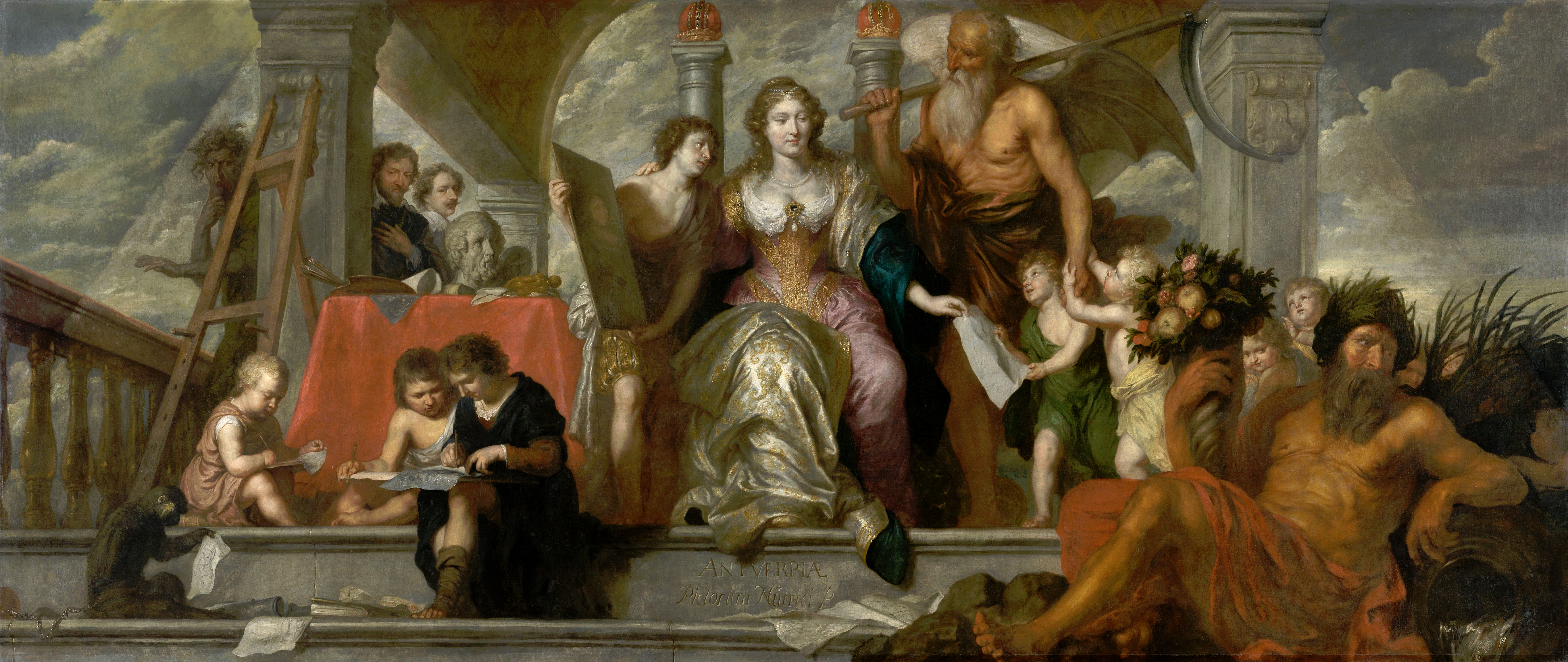
Theodoor Boeyermans, Antwerpy, sestra malířů

## Obraz Antwerpy, zdravotní sestra malířů
Ihned po založení Antverpské akademie byly pro jeho zasedací síň namalovány tři velké obrazy. Antwerpy, zdravotní sestra malířů, autor Theodoor Boeyermans (1665, 188 x 454 cm), výtvarné ztvárnění slavné umělecké minulosti města. Portréty Petra Paula Rubense a Anthonyho van Dycka ukazují tvořící studenty. V centru je alegorie Antverpia pictorum nutrix (Antwerpy, sestra malířů). Bůh Chronos doprovází další mladé studenty, kteří prezentují své umělecké dílo. Bůh Scaldis, ztělesnění antverpské řeky Scheldt, drží v ruce roh hojnosti jako symbol bohatého uměleckého dědictví města.

## Významní profesoři
- David Teniers mladší
- Jacob Jordaens
- Artus Quellinus I.
- Gonzales Coques
- Gustaaf Wappers
- Jozef van Lerius

## Významní studenti
- Willis Seaver Adams
- Lawrence Alma-Tadema
- Wilhelm Busch
- George Edmund Butler
- Guy Cassiers
- Jan Cockx
- Georges Croegaert
- Ann Demeulemeester
- Pieter Franciscus Dierckx
- John Duncan
- Frans-Andries Durlet
- Jan Fabre
- David Foggie
- Frans Geerts
- Demna Gvasalia
- Dr. Hugo Heyrman
- Floris Jespers
- Nicaise de Keyser
- Jef Lambeaux
- Evert Larock
- Devon Halfnight LeFlufy
- William Logsdail
- Ford Madox Brown
- Martin Margiela
- Gustav Metzger
- Nat Neujean
- Jef Nys
- Roderic O'Conor
- Walter Osborne
- Panamarenko
- Olivier Rizzo
- Mommie Schwarz
- Hideki Seo
- Heaven Tanudiredja
- Joseph Tilleux
- Luc Tuymans
- Kris Van Assche
- Jan van Beers
- Henry Van de Velde
- Nicole van Goethem
- Vincent van Gogh
- Haider Ackermann
- Dries Van Noten
- Willy Vanderperre
- Piet Verhaert
- Michel Marie Charles Verlat
- Pierre Brandebourg malíř a fotograf
- Jaroslav Čermák